# Gura Humorului
Gura Humorului (Ausspracheⓘ; polnisch und deutsch Gura Humora bzw. Gurahumora, jiddisch: גורא הומאָרא Gura humora) ist ein Ort im südlichen Teil der Bukowina, nahe der Stadt Suceava im Nordosten Rumäniens.
Der Ort, der ehemals zum Fürstentum Moldau gehörte, liegt an der Mündung des Flusses Humora in die Moldau; der Ortsname bedeutet Mündung der Humora. Ende des 18. Jahrhunderts wurde die Region Bukowina, zu der auch Gura Humorului gehört, von Österreich besetzt. Ab dem 19. Jahrhundert bis zum Zweiten Weltkrieg wurde die damals multikulturelle Stadt dann von der deutschen und jüdischen Kultur geprägt. Noch in den 1930er Jahren waren Bukowinadeutsche die größte Bevölkerungsgruppe im Ort. Heute ist das jüdische Leben dort ebenso wie die ehemaligen deutschen Bewohner weitgehend verschwunden. Im Jahre 1998 wurde die Gura Humorului Jewish Community gegründet, eine Gemeinschaft ehemaliger jüdischer Bewohner von Gura Humorului, die es sich zum Ziel gesetzt hat, die Erinnerung an das jüdische Leben in der Stadt zu bewahren.

## Geschichte
1774 wurde die Region Bukowina, zu der das damalige Gura Humora gehörte, im Laufe des Russisch-Osmanischen Kriegs (1768–1774) vom nicht kriegführenden Österreich besetzt. 1774 wurde dies im Frieden von Küçük Kaynarca bestätigt, offiziell als Dank für Österreichs „Vermittlerdienste“ zwischen den Kriegsgegnern.
Aus vielen Teilen der k.u.k. Monarchie strömten nun ab Ende des 18. Jahrhunderts Kolonisten in die damals noch sehr dünn besiedelte Bukowina, darunter auch zahlreiche jüdische Familien. Der Großteil der Einwanderer ist hierbei allerdings den Bukowinadeutschen zuzurechnen.
Im Jahre 1869 waren etwa ein Drittel der Einwohner (880 Personen) der Stadt Juden. Zusammen mit den Bukowinadeutschen bildeten deutschsprachige Juden in Gura Humora eine Bevölkerungsmehrheit, es gab aber auch signifikante rumänische und ukrainische Bevölkerungsteile.
Nach dem Ersten Weltkrieg wurde das Österreich-Ungarische Kronland Bukowina, damit auch Gura Humora, im Friedensvertrag von Versailles von den Siegermächten Rumänien zugeschlagen. Gura Humora heißt seitdem rumänisch amtlich Gura Humorului.
Beim Zensus 1930, als die Bukowina bereits zu Rumänien gehörte und der deutschsprachige Bevölkerungsteil abnahm, hatte die Stadt 6.042 Einwohner. Davon gaben 43,8 % Deutsch als Muttersprache an, 29,4 % Jiddisch und 22,6 % Rumänisch.
Durch seinen großen jüdischen Bevölkerungsanteil war Gura Humorului bis zum Beginn des Zweiten Weltkrieges ein sehr bedeutendes Zentrum jüdischen Lebens und jüdischer Intellektueller in der Bukowina.
1940 wurde der Großteil der deutschstämmigen Bevölkerung „Heim ins Reich“ geholt. Am 10. Oktober 1941 wurden die meisten jüdischen Einwohner der Stadt in Konzentrationslager im Besatzungsgebiet Transnistrien deportiert; einige Überlebende kehrten in den Jahren 1944 und 1945 aber in die Stadt zurück. Die verbliebene deutsche Bevölkerung wurde nach dem Ende des Zweiten Weltkriegs vertrieben. Seit Ende des Zweiten Weltkriegs gehört die Stadt als Teil des Kreises Suceava zu Rumänien. Gemäß der Volkszählung von 2011 hatte der Ort 13.667 Einwohner, davon zu über 90 Prozent Rumänen.

## Persönlichkeiten

### Söhne und Töchter der Stadt
- Olha Kobyljanska (1863–1942), ukrainische Dichterin
- Anton Keschmann (1870–1947), österreichisch-ungarischer Politiker
- Salomon Wininger (1877–1968), österreichischer Lexikograph, Autor der Großen Jüdischen National-Biographie
- Teodor Bălan (1885–1972), rumänischer Historiker, Professor an der Universität Czernowitz und Direktor des Staatsarchivs von Czernowitz
- Mano Ziffer-Teschenbruck (1888–1968), österreichischer Filmregisseur, Erfinder und leitender Staatsbeamter
- Heinrich Schaffer (1895–1962), Rechtsanwalt, Erzähler und Lyriker
- Nathan Juran (1907–2002), US-amerikanischer Filmregisseur
- Rixi Markus (1910–1992), britische Bridgespielerin
- Alexandru Brădățan (* 1989), Fokloresänger

### Ehrenbürger
- Oktavian Regner von Bleyleben (1866–1945), österreichisch-ungarischer Verwaltungsjurist[6]

## Sehenswürdigkeiten
- Das Kloster Voroneț

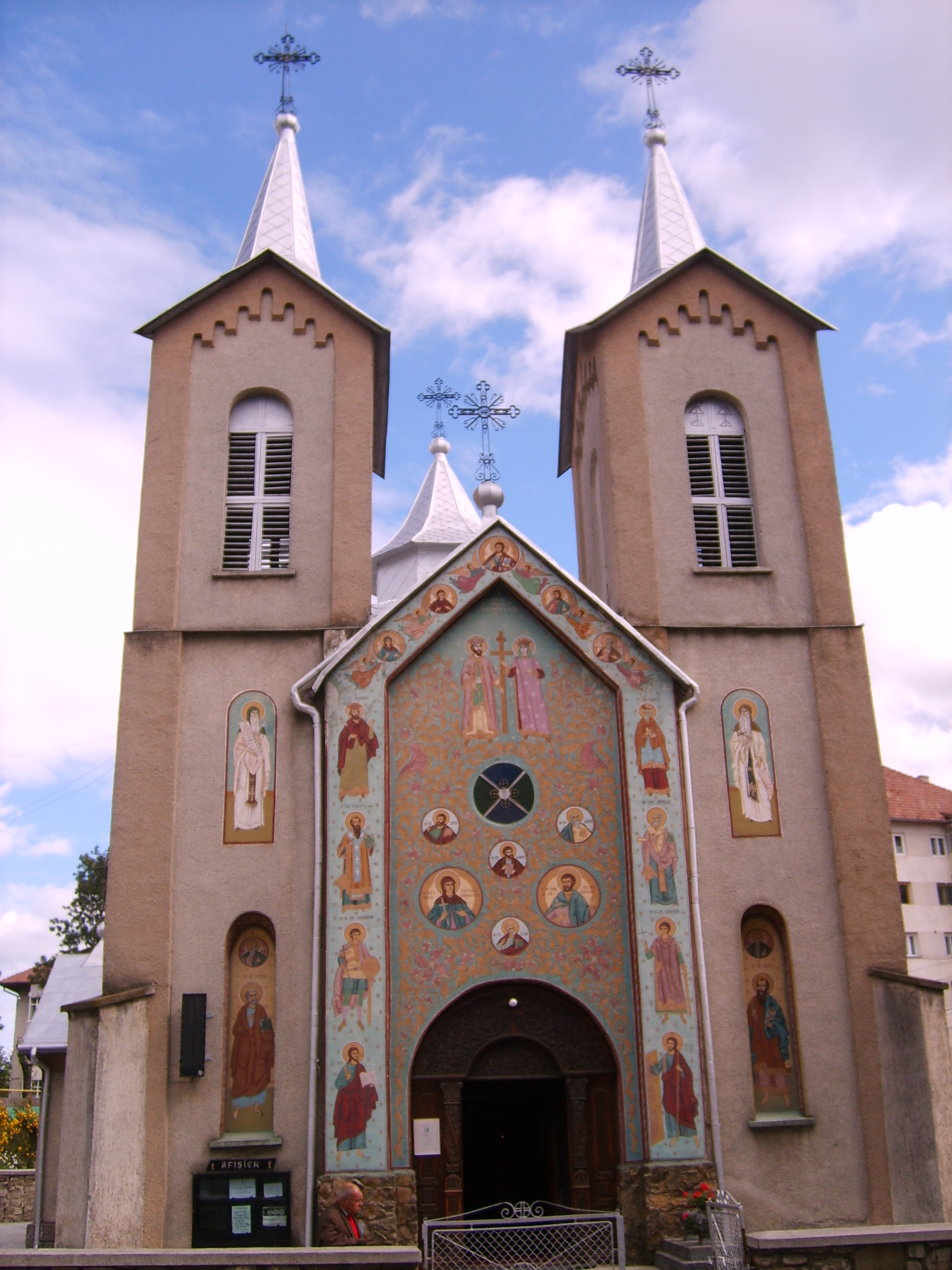
Kirche Sfinții Împarați Constantin și Elena in Gura Humorului.

- Der Ort ist bei Touristen besonders wegen der günstigen und zentralen Lage zu den Moldauklöstern sehr beliebt. In Gura Humorului gibt es einige Kirchen, eine Synagoge und einen alten jüdischen Friedhof.

## Städtepartnerschaften
Gura Humorului unterhält Städtepartnerschaften seit 2006 mit der Kleinstadt Sulina im Donaudelta und seit 2011 mit der Hafen- und Kreisstadt Puck in Polen.